# SPG-9
SPG-9 Kopjo ("Kopí", rusky СПГ-9 Копьё) je sovětské bezzákluzové dělo ráže 73 milimetrů. Zbraň vystřeluje tříštivotrhavé a kumulativní granáty s raketovým motorem na pevné palivo, podobné střelám vystřelovaným z nízkotlakého děla stejné ráže 2A28 Grom obrněného vozidla BMP-1. Do služby v Sovětské armádě vstoupila v roce 1962 a nahradila bezzákluzové dělo B-10.  

## Uživatelé
- Ázerbájdžán
- Afghánistán
- Arménie
- Bělorusko
- Bulharsko
- Čína
- Egypt
- Maroko[2]
- Grenada
- Gruzie
- Írán
- Irák
- Jižní Súdán[3]
- Kuba
- Libye
- Maďarsko
- Moldavsko
- Mongolsko
- Nepál
- Pákistán
- Polsko
- Rumunsko
- Rusko[4]
- Severní Korea
- Sovětský svaz
- Súdán
- Sýrie
- Ukrajina
- Vietnam

### Nestátní uživatelé
- Arcach
- Doněcká LR[4]
- Hizballáh
- Irácký Kurdistán
- Islámský stát
- Luhanská LR[4]
- Organizace pro osvobození Palestiny
- Podněstří
- Strana kurdských pracujících[5]
- Tálibán[6][7]